# 파이어폭스 모바일
파이어폭스 모바일(영어: Firefox for mobile)은 휴대전화나 PDA 등을 위한 파이어폭스이다. 파이어폭스 모바일 1.0은 파이어폭스 3.6과 같은 레이아웃 엔진을 사용한다. 탭 브라우징, 암호 관리자, 위치 관리, 데스크톱 파이어폭스와 동기화를 지원한다. 초기 버전에서는 플러그인을 지원하지 않았지만, 현재 버전에서는 지원한다.

## 이름
이전에는 사막여우의 일종인 페넥여우에서 따온 페넥이라는 이름을 사용하였으나 2009년에 나온 마에모용 베타 5부터 파이어폭스라는 이름을 사용하기 시작하고 있다.

## 플랫폼
현재 노키아 마에모용으로 정식 버전이 출시되어 있다. 노키아 N900에 최적화되어 있으며, N800과 N810에서도 사용 가능하다. 윈도우 모바일용 1.0 알파 3 버전과 안드로이드용 2.0 알파 1 버전이 나와 있다. 윈도우 폰 7부터 네이티브 프로그램을 개발할 수 없다는 공지 이후로 윈도우 모바일 버전의 개발이 중단되었다. 마이크로소프트가 윈도우 폰을 위한 네이티브 프로그램 SDK를 내놓는다면 개발을 다시 진행할 예정이다.
팜 WebOS와 오픈판도라 게임 콘솔을 위한 비공식 포트가 존재한다.
블랙베리 OS의 제한된 기능과 애플의 정책 때문에 블랙베리나 아이폰용 파이어폭스 모바일을 개발할 계획은 없다. 심비안 기반으로 개발할 계획도 없다.
공식적으로 데스크톱 버전은 지원하지 않지만 윈도우, OS X, 리눅스용 빌드도 있다. 이 빌드는 모바일 장치를 가지고 있지 않는 사람이라도 지역화, 확장 기능 개발을 할 수 있도록 한다.

## 같이 보기
- 미니모
- 오페라 모바일